# Fortaleza Europa

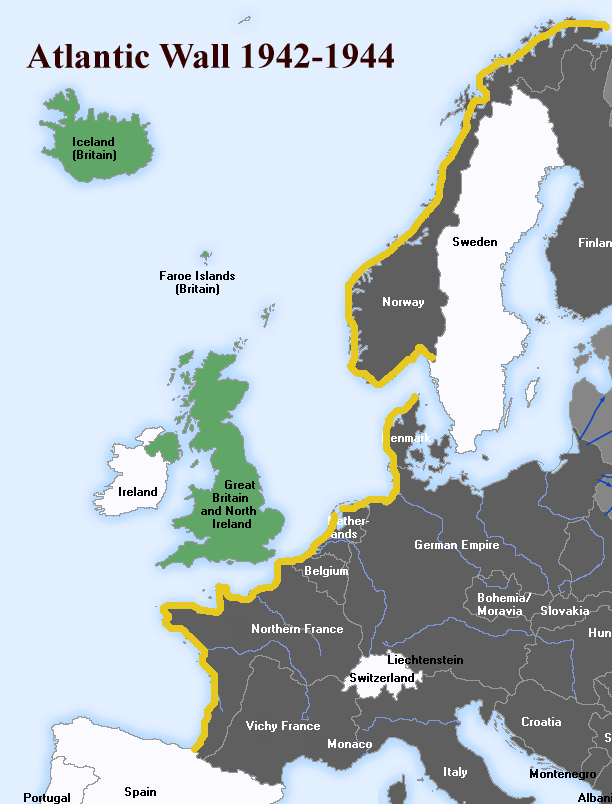
Fortaleza Europa: Línea de defensa creada por la Alemania Nazi

La Fortaleza Europa, Europa Fortaleza o Fortaleza europea (en inglés: Fortress Europe; en alemán: Festung Europa) son términos que han sido empleados por la prensa y la historiografía, en diferentes contextos históricos, para describir determinadas situaciones políticas o económicas de Europa. 

## Historia
El término «Fortaleza Europa» (en alemán: Festung Europa) fue empleado profusamente por la propaganda nazi durante la Segunda Guerra Mundial, como concepto para describir a los países del norte, oeste y centro de Europa como un «bastión frente al comunismo», y también a la supuesta invencibilidad de todos estos países combinados bajo la hegemonía del Reich alemán. La propaganda militar anglosajona también empleó este término para referirse a los territorios del continente bajo control nazi.

## Actualidad
Actualmente, dentro de Europa, el término ha sido utilizado para describir el efecto «dumping» de las fronteras externas en cuestiones comerciales, o también como una descripción peyorativa de las políticas inmigratorias de la Unión Europea. Es una expresión muy utilizada por los periodistas con intención crítica basándose en la afirmación de que la Unión Europea aplica una política de aislamiento frente a terceros países particularmente en derechos de asilo y en inmigración así como en la política agrícola común.